# Crematogaster hova
Crematogaster hova är en myrart som beskrevs av Auguste-Henri Forel 1887. Crematogaster hova ingår i släktet Crematogaster och familjen myror.

## Underarter
Arten delas in i följande underarter:
- C. h. hova
- C. h. latinoda
- C. h. nossibeensis

## Bildgalleri

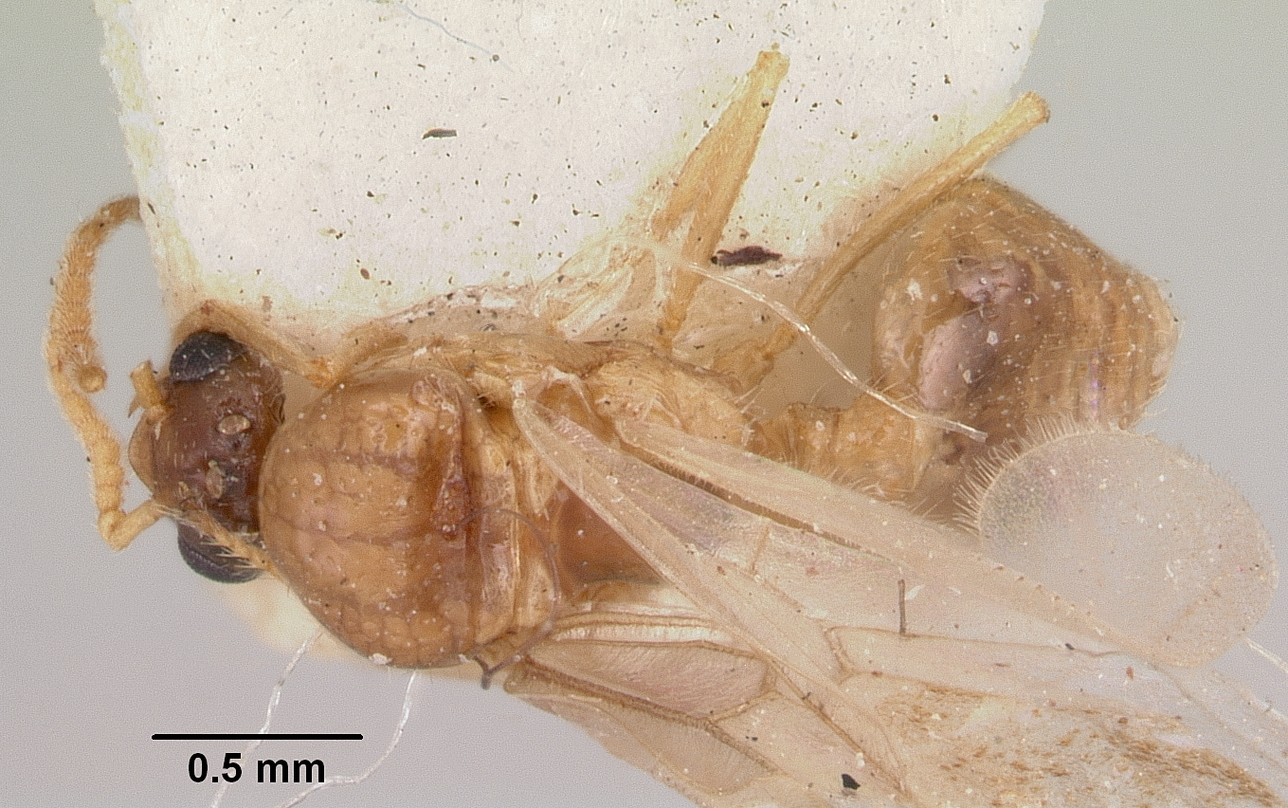
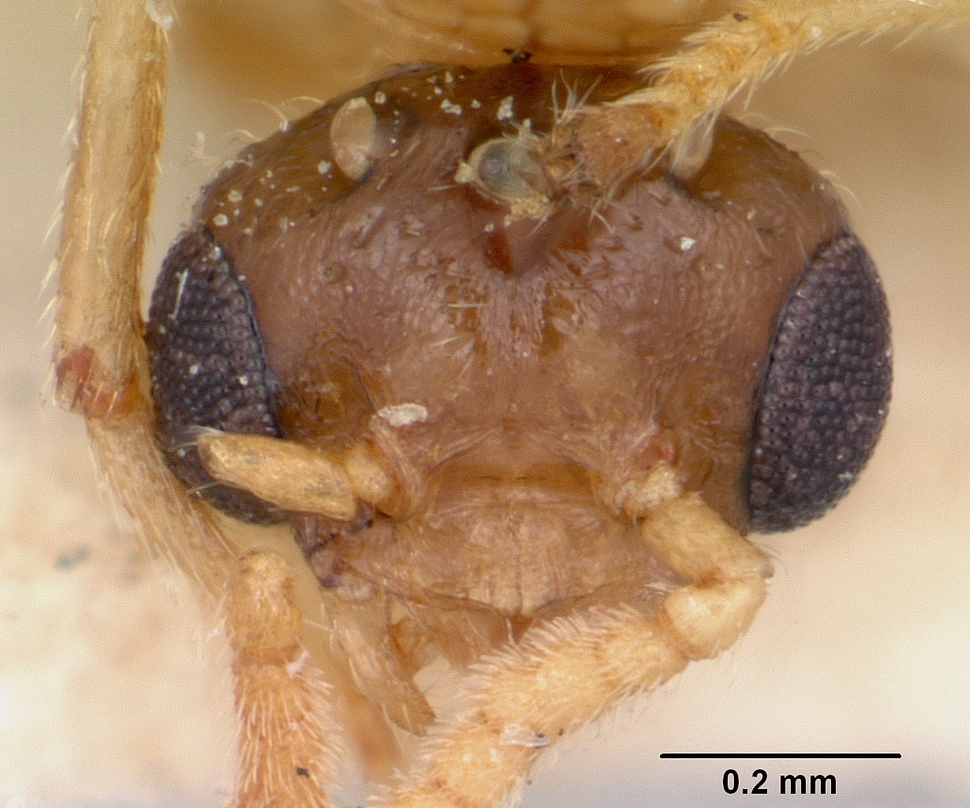
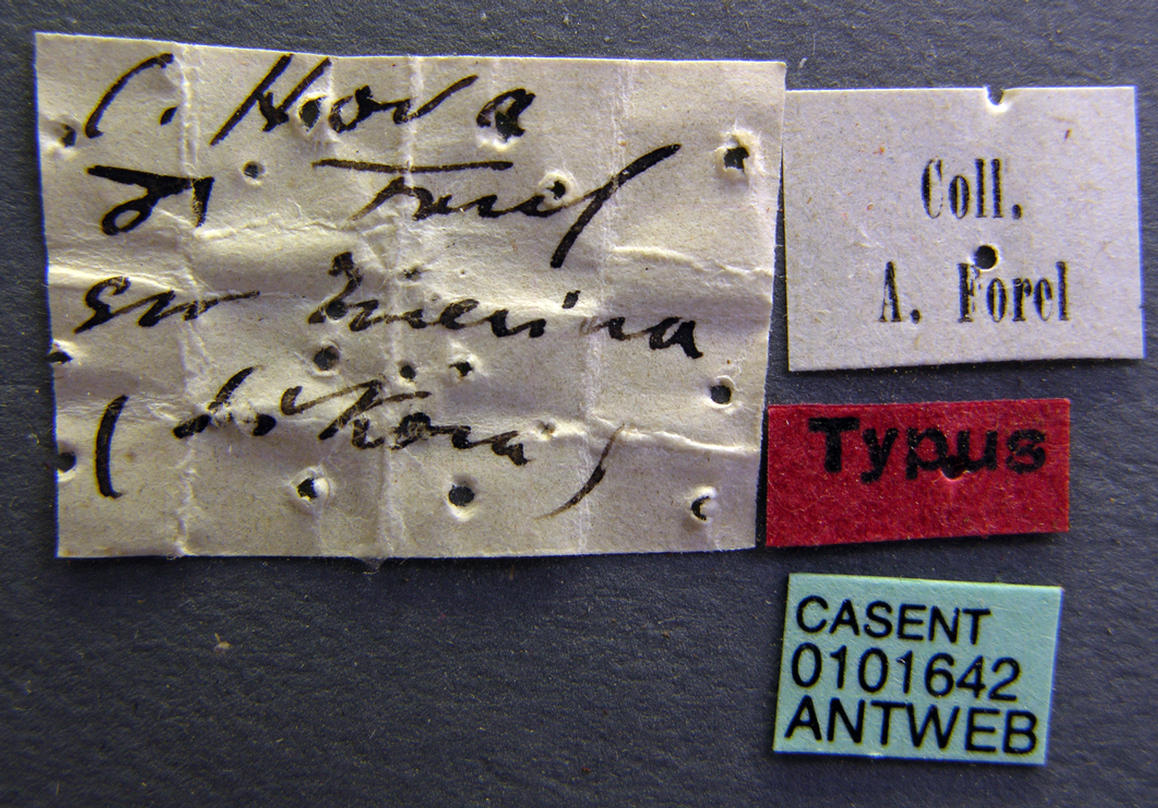
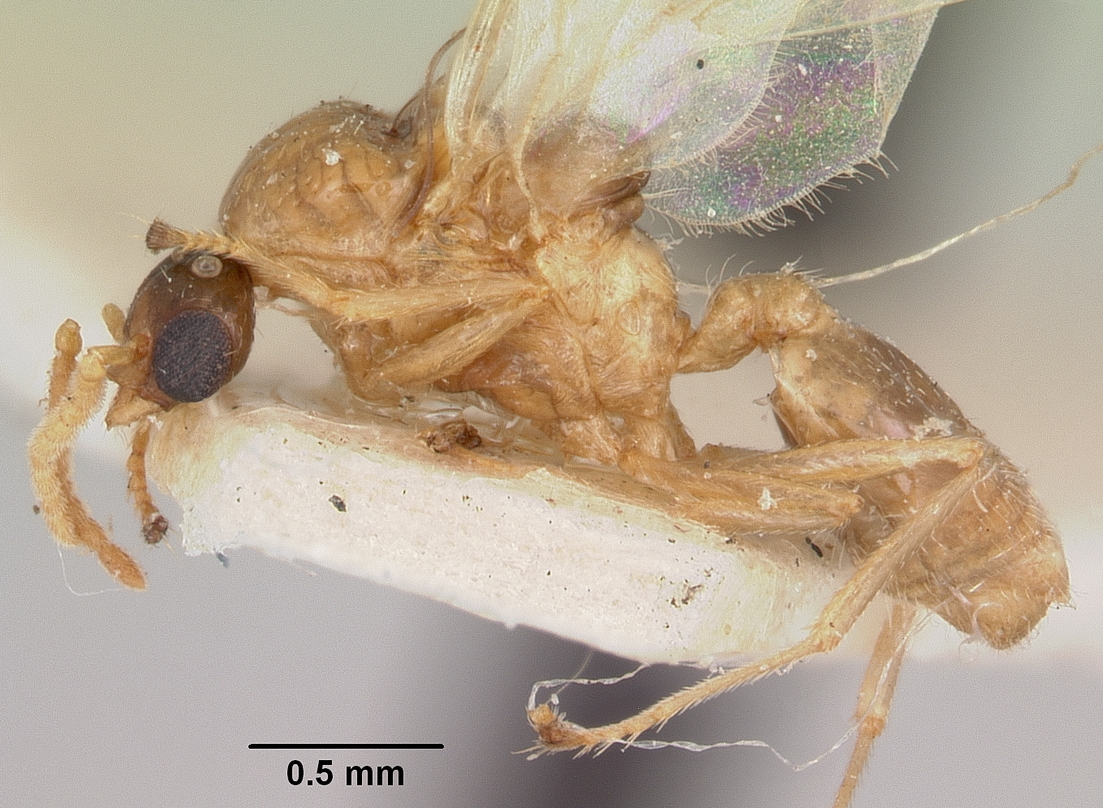
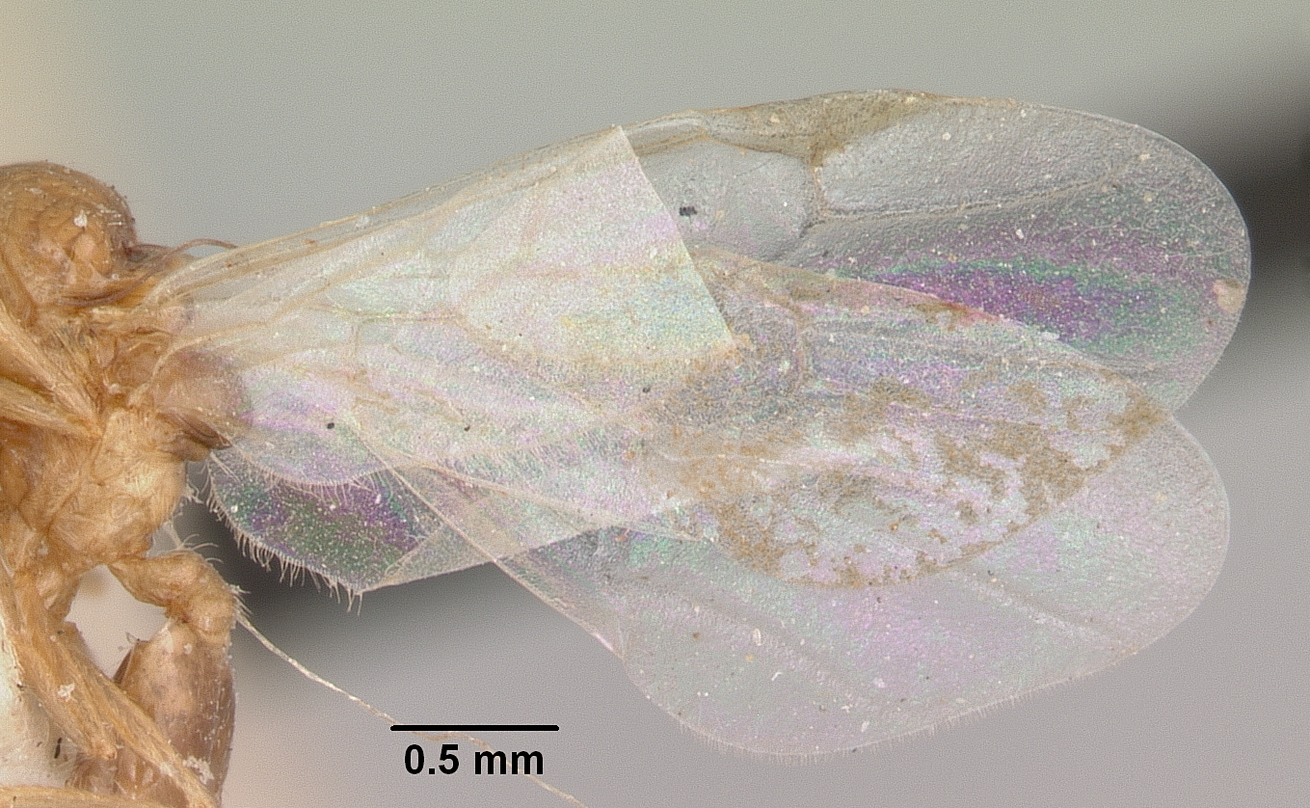
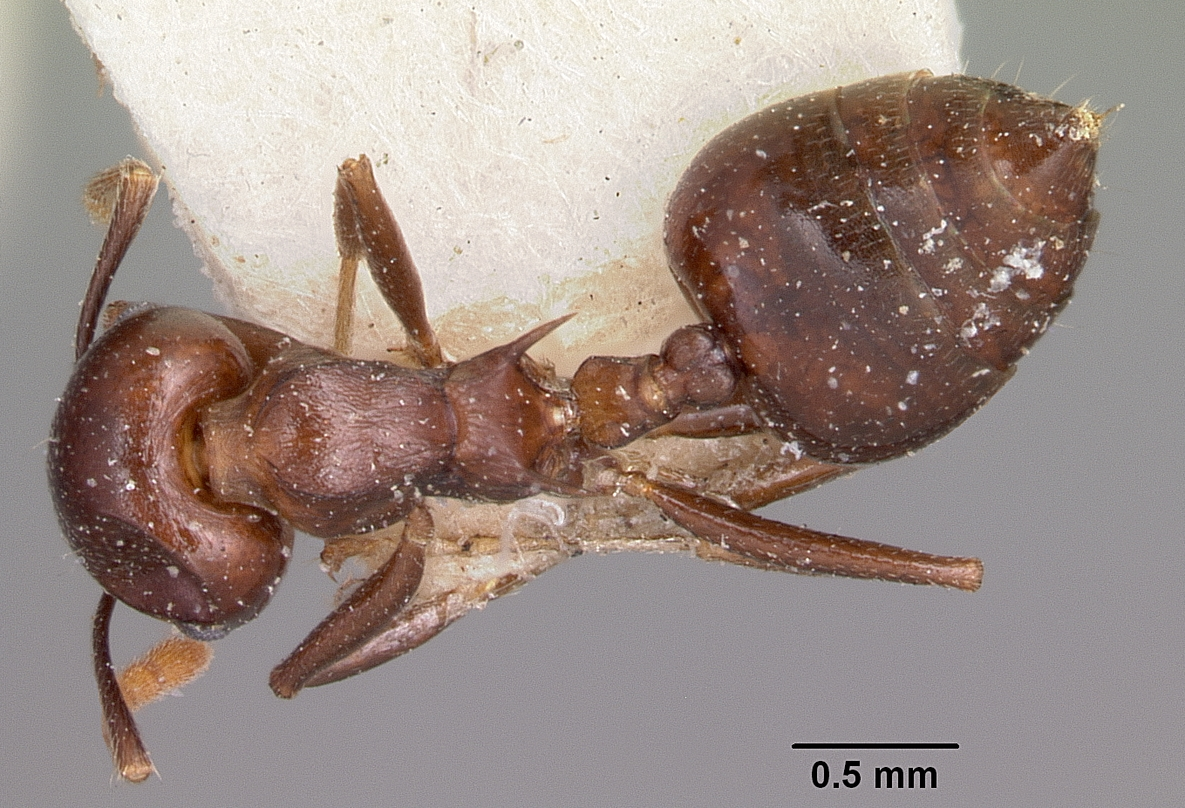